# Chalcolepidius webbii
Chalcolepidius webbii is een keversoort uit de familie kniptorren (Elateridae). De wetenschappelijke naam van de soort werd in 1854 gepubliceerd door John Lawrence LeConte.